# 한명희 (육상 선수)
한명희(1945년 11월 20일 ~ )는 대한민국의 전 단거리 선수이다. 진명여자고등학교, 이화여자대학교를 졸업했다. 1964년 하계 올림픽 여자 400m에서 박희석, 이학자, 송양자와 함께 대한민국 대표팀으로 출전하여 이 종목에 참가한 전체 15팀 중 14위를 기록했고 1966년 아시안 게임 여자 400m 경기에서는 말레이시아의 메리 라자마니에 이어 은메달을 획득했다.